# NGC 602
NGC 602 es un cúmulo abierto de estrellas jóvenes y brillante , se encuentra en la constelación de Hydrus,  en la Pequeña Nube de Magallanes a unos 196,000 años luz de distancia, una galaxia satélite de la Vía Láctea . Fue descubierto el 1 de agosto de 1826 por el astrónomo escocés James Dunlop .  Está en la nebulosa N90.
La radiación y las ondas de choque de las estrellas de NGC 602 han expulsado gran parte del gas y polvo circundantes ligeros de N90, lo que desencadeno la formación de nuevas estrellas en las crestas " troncas de elefante de la nebulosa. Estas estrellas aún más jóvenes, pre- secuencia principal, envueltas en polvo, pero son visibles para el Telescopio Espacial Spitzer en longitudes de onda infrarrojas .  El cúmulo es de interés porque se encuentra en el ala de la Pequeña Nube de Magallanes que conduce al Puente de Magallanes . Por lo tanto, sus propiedades químicas deberían ser similares a las del resto de la galaxia.
Tiene una magnitud aparente de 15.44 , una magnitud absoluta de -0.1325, es de época J2000, una declinación de -73° 33' 33.3", una edad de 5 millones de años , una ascensión recta de 01h 30m 23.3s , una masa de posiblemente 15,000 soles y un radio de 90 al o 180 al de diámetro.
Contiene tres condensaciones principales de estrellas. El núcleo central es NGC 602a, con la compacta NGC 602b y NGC 602c es una agrupación más dispersa, que incluye la estrella WO AB8 . 
NGC 602 incluye muchas estrellas de tipo O y B jóvenes y objetos estelares jóvenes, con pocas estrellas gigantes.  La ionización en la nebulosa está dominada por Sk 183, una estrella de tipo O3V muy caliente visible como la estrella brillante alejada en el centro de la imagen del Hubble. 
En 2024 se descubrió varias enanas marrones candidatas en NGC 602. Fue la primera detección de enanas marrones fuera de la Vía Láctea.
En el fondo de las imágenes de NGC 602 tomadas por el Telescopio Espacial Hubble también aparecen otras galaxias más distantes, lo que proporciona una vista "tentadora"  y "magnífica"  .

## Galería

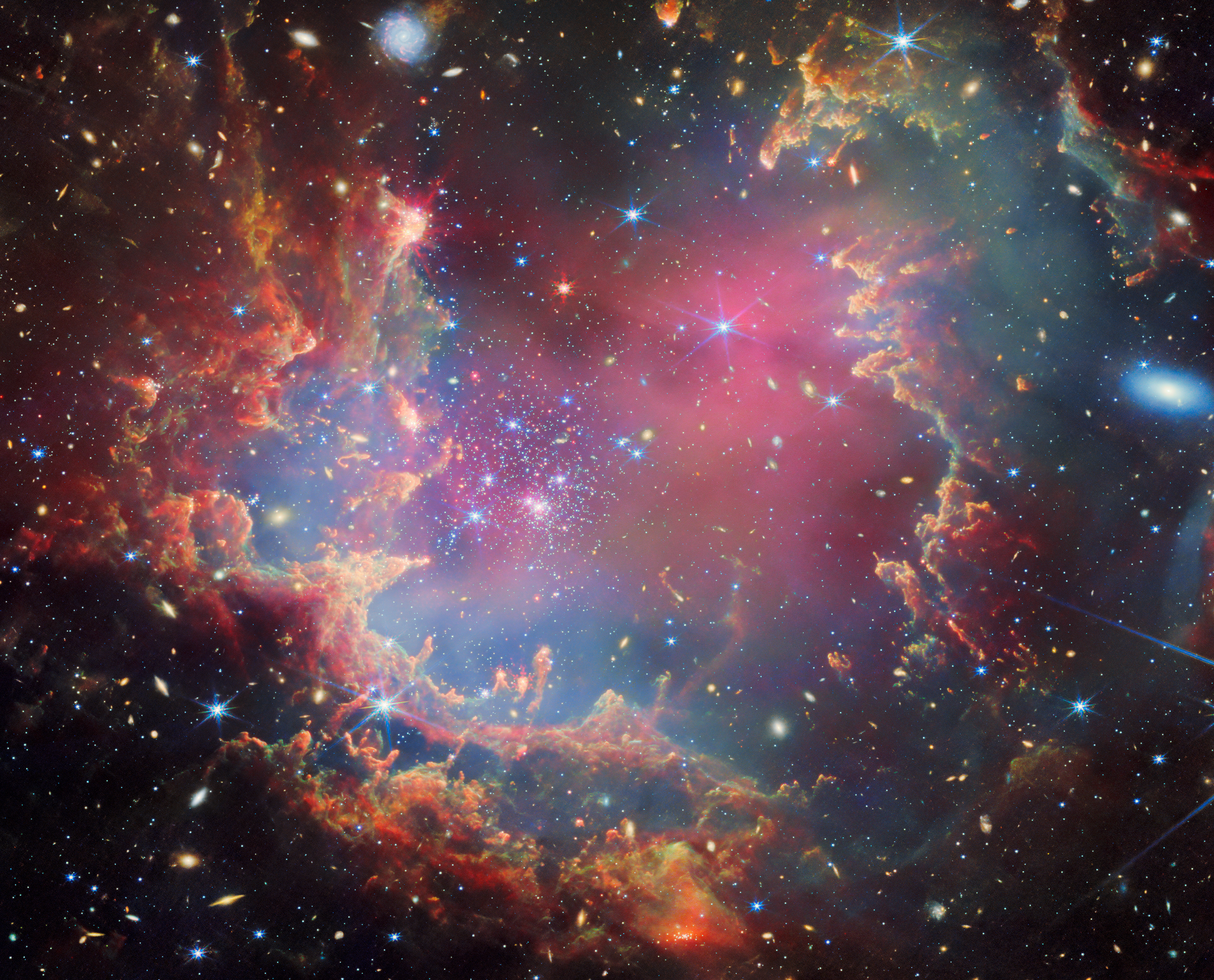
NGC 602 por el telescopio espacial James Webb, 2024
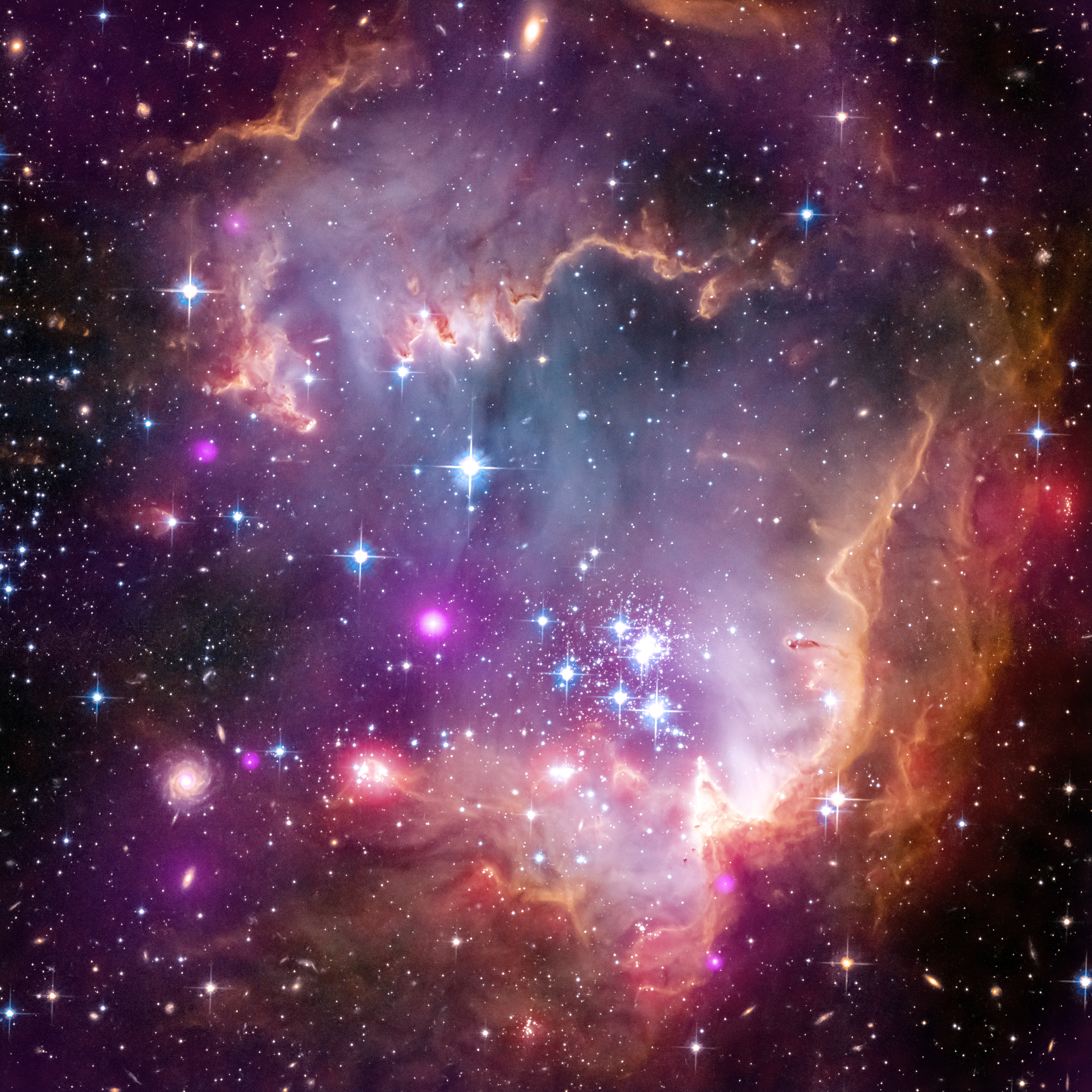
Imagen compuesta de rayos X/óptica/infrarroja
Región NGC 602 del SMC
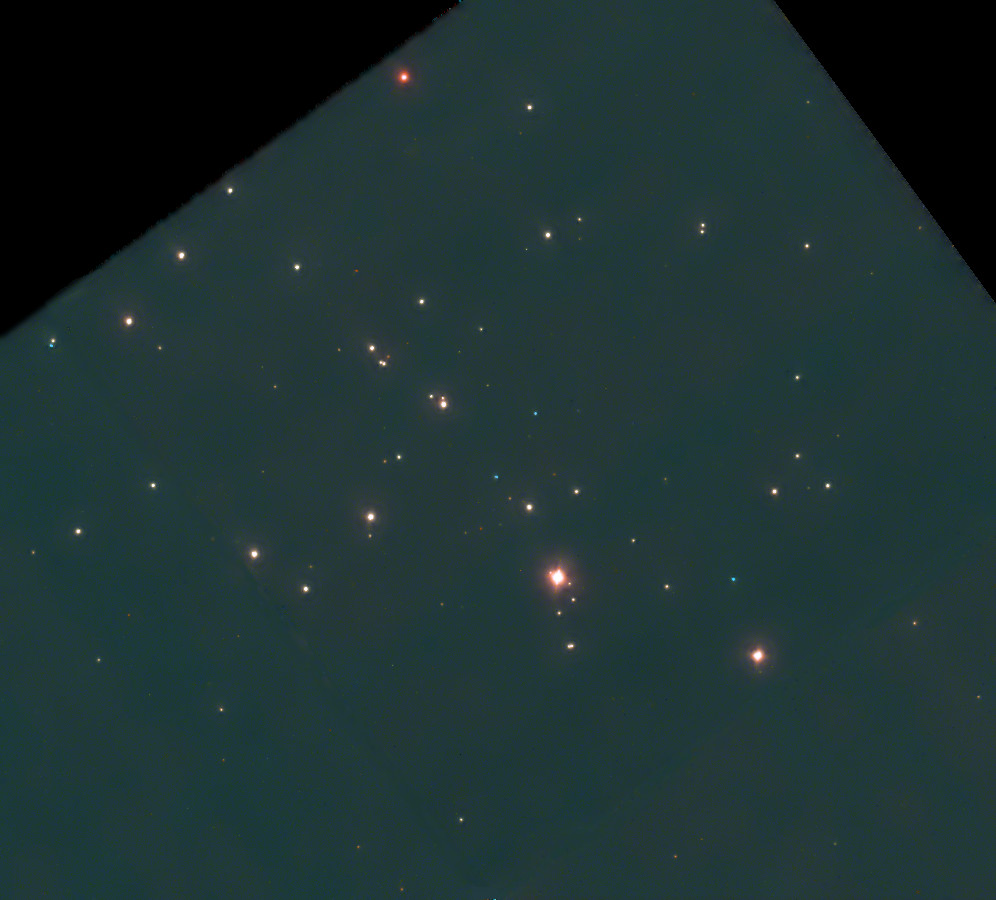
Primer plano de NGC 602c